# Ahriman
Angra Mainyu („arger Geist, böser Geist, feindseliger Geist“) ist ein avestischer Begriff, der in der zoroastrischen Theologie die Zerstörung bzw. das Zerstörerische repräsentiert. In den mittelpersischen Texten der zoroastrischen Tradition erscheint der Name erstmals als Ahriman. Als Personifikation des mit Hilfe des weiblichen Dämons Dschahi (mittelpersisch Dschēh) erweckten Ahriman findet sich auch die Bezeichnung Schwarzer Diw.

## Wortbedeutung
Angra ist das Gegenteil von Spenta (auch Sepanta), weshalb die Übersetzung von Angra Mainyu stark abhängig von der Übersetzung von Spenta Mainyu ist. Mainyu bedeutet in etwa „Geist, Gedanke, Vorstellung“; Spenta wird unter anderem als „aufbauend, freigebig, heilig“ übersetzt.
Spenta Mainyu ist somit der Geist der Vermehrung und Angra Mainyu der Geist des Widerstands. Diese Ur-Geister (als Vergegenwärtigung der freien Entscheidungskraft des Gewissens und des Gedankens ansehbar) wählen gemäß Yasna (30,3-5) frei zwischen einander entgegengesetzten Prinzipien, so zwischen Ascha (asha-) und Drudsch (druj-), Ordnung und Nicht-Ordnung, Leben und Nicht-Leben. Ursprünglich stand Angra Mainyu dem Spenta Mainyu gegenüber.
Als Antonym könnte Angra Mainyu somit als „zerstörerischer Geist“ übersetzt werden. Dies ist auch häufig der Fall, denn die Idee des Zerstörerischen steht stellvertretend für einen Aspekt der Kernphilosophie des Zoroastrismus: die Verwicklung des Universums in einen Kampf zwischen ascha („Wahrheit, Ordnung, Sein, Existenz“) und drudsch („Lüge, Chaos, Zerstörung des Seins“).
Diese wortgetreue Übersetzung gilt jedoch nur für die ältesten Instanzen des Begriffs. Mit der Zeit wandelte sich die Abstraktion zu einem Eigennamen, stellvertretend als Allegorie für die Zerstörung.
Sprachentwicklungsbedingt wandelte sich das avestische Angra Mainyu zu mittelpersisch Ahriman (mittelpersisch  ʾhlmn' Ahreman [Buch-Pahlavi] 𐭠𐭧𐭫𐭬𐭭𐭩 ʾhlmny [Inschriftliche Pahlavi] 𐫀𐫍𐫡𐫖𐫗 ʾhrmn Ahreman [Manichäisch] 𐬁𐬵𐬭𐬆𐬨𐬀𐬥 Āhrəman [Pazend]) und verlor damit die wortgetreue Bedeutung des Namens endgültig.

## Im Avesta

### In den Gathas
In den Gathas, dem ältesten Teil des Avesta, kommt der Begriff Angra Mainyu nur ein einziges Mal vor. An dieser Stelle, in Yasna 45.2, ist der Begriff, wie die meisten anderen Begriffe der Gathas auch, nur ein reguläres Adjektiv-Nomen-Paar. Hier wird „angra mainyu“ vom „Freigiebigen der beiden“ (Spenta Mainyu) als Widersacher in allen Belangen deklariert.
Ein ähnlicher Ausdruck erscheint auch an anderer Stelle in den Gathas, aber dort ist nicht angra mainyu, sondern aka mainyu („böser Geist“) der Widersacher Spenta Mainyus. An weiteren Stellen wird vom akem manah „böses Denken“ und vom daebaaman „Betrüger“ gesprochen.

### Im jüngeren Avesta
Erst im jüngeren Avesta ist Angra Mainyu eindeutig Stellvertreter des Zerstörerischen.
Während in den älteren Texten des jüngeren Avesta noch Angra Mainyu und Spenta Mainyu sich bekriegen, wandelt sich die Situation schlagartig in der Vendidad. In diesen sehr späten Texten der Vendidad 1 (4. Jahrhundert v. Chr. wird allgemein angenommen) wird der Kampf nicht mehr von Angra Mainyu und Spenta Mainyu ausgetragen, sondern von Angra Mainyu und Ahura Mazda selbst. Hier hat die Figur des Mazda die des Spenta Mainyu vollkommen assimiliert. Diese Wandlung wird durch ein Aristoteles-Zitat bei Diogenes Laertios (1.6) belegt, in dem die Widersacher Ariemanios und Oromazdes genannt werden.

## In der Tradition

### Im Zurvanismus
Der Zurvanismus, eine ausgestorbene Form des Zoroastrismus, basierte auf einer Zwillingsbrüder-Doktrin, nach der Ahura Mazda und Angra Mainyu tatsächliche Zwillingssöhne des „Vaters“ Zurvan („Zeit“) waren.
Obwohl der Zurvanismus spätestens im 10. Jahrhundert ausstarb, waren die anti-zurvanistischen Polemiken die ersten, die den Westen erreichten, und prägten somit maßgeblich das Verständnis des Zoroastrismus. Dieser Zustand setzte sich fort, und obwohl akademisch längst überholt, prägt er bis heute das Allgemeinbild des Zoroastrismus, unter anderem die fixe Idee, dass der Zoroastrismus zwei Götter habe oder dass Ahura Mazda und Angra Mainyu direkte Widersacher seien.
Dem Gebot des Ahriman sind alle anderen bösen Geister untertan und die „schlechten Geschöpfe“ – Giftschlangen, Raubtiere, Ratten, Mäuse, Ungeziefer – wurden von ihm geschaffen.

### In den Religionsbüchern des 9./10. Jh.
Nach den Angaben der mittelpersischen Religionsbücher des 9./10. Jh., wozu aber die Grundlagen schon im Avesta und in den Berichten der Griechen gegeben sind, verläuft die Weltgeschichte in vier Zyklen von je 3000 Jahren. Mit dem dritten Zyklus beginnt der Kampf zwischen Ahriman und den Geschöpfen des guten Geistes, der 6000 Jahre andauert. Dann wird Ahriman vernichtet und eine neue unvergängliche und glanzvolle Welt geschaffen werden.

### Islamisch-persische Periode
In der persischen Literatur der islamischen Epoche fungiert Ahriman als Personifikation des (absoluten) Bösen. Seine Existenz wird jedoch seitens der Muslime abgesprochen. Das Böse könne nicht ohne das Gute existieren und erfülle deshalb immer einen höheren Zweck. Wenn es Ahriman gebe, so müsse er noch immer einem höheren Prinzip, was für die Muslime Allah ist, unterstehen, der schlussendlich Gut und Böse erschaffen habe. Manche Muslime halten zwar die Existenz der bösen Geister (Diw) für möglich, doch seien sie ebenfalls von Allah erschaffen und vor der Erschaffung der Welt der Menschen verbannt worden, damit sie ihnen kein Übel tun.

## In der Anthroposophie
Die Anthroposophie sieht in Ahriman ein Geistwesen, das dem Menschen strukturierende, materialisierende Kräfte verleiht, als Gegenpol zu den auflösenden, bewegenden Kräften Luzifers. Ahriman sei von einer durchdringenden, kalten Intelligenz, die er jedoch begierig in sich verschließe. Im Gegensatz zu Luzifer erscheine er daher als „Fürst der Finsternis“, welcher der Menschenseele den Zugang zur geistigen Welt verunmöglichen wolle. 1919 sprach Rudolf Steiner in einem Vortrag davon, dass sich Ahriman im dritten Jahrtausend nach der Menschwerdung Gottes in Jesus Christus in einem Menschen inkarnieren müsse.

## Ahriman inSchahname

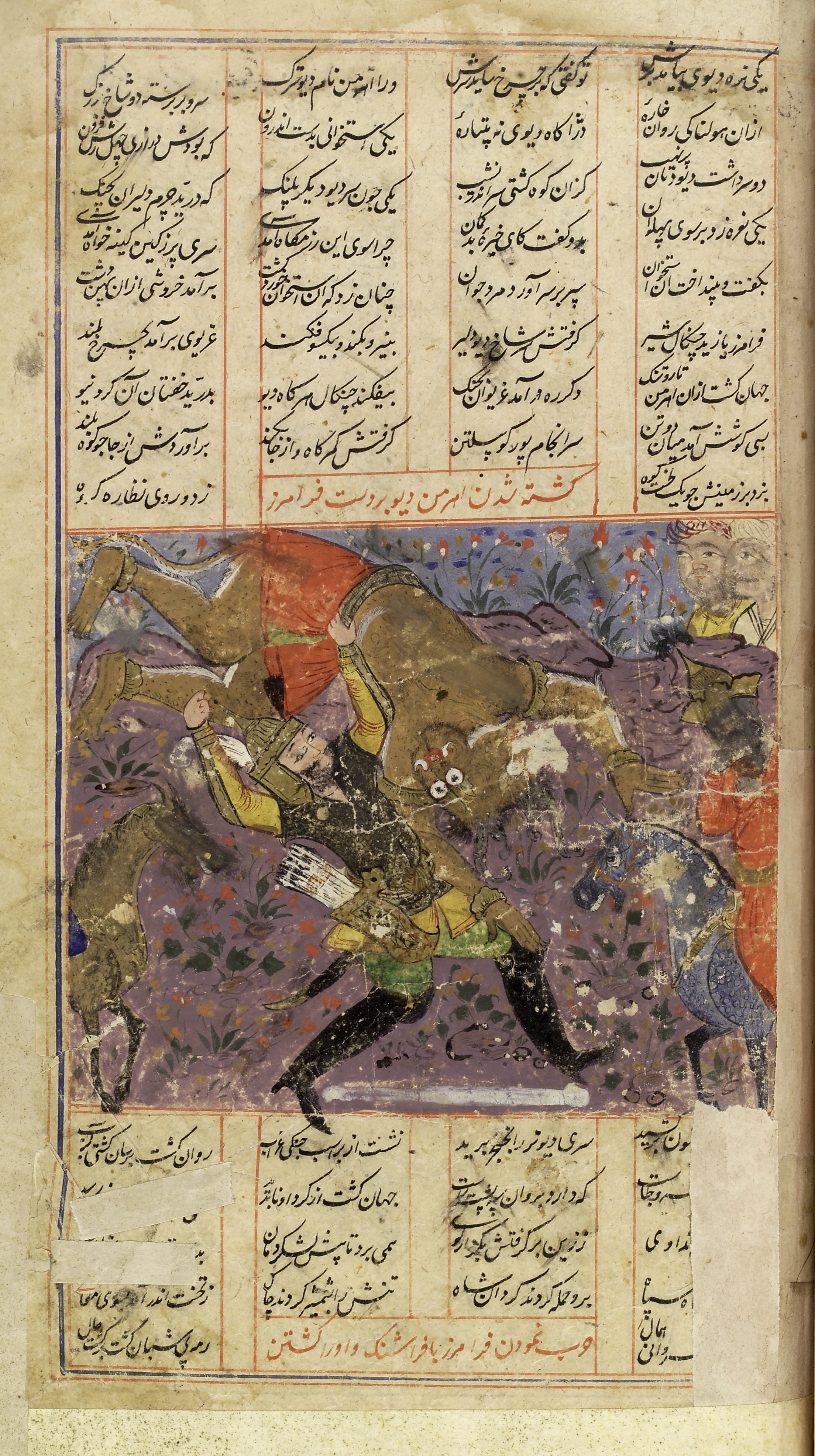
Faramarz tötet einen ahrimanischen Div. Persische Miniaturmalerei aus Schahname

Im Schāhnāme, dem Lebenswerk des persischen Dichters Abū ʾl-Qāsim Firdausī (940/41–1020) und gleichzeitig dem Nationalepos der persischsprachigen Welt, bildet Ahriman den Gegenspieler und Feind der Könige und Helden. Er gebietet über eine Schar dienstbarer Geister, Dewen oder Divs genannt.
Der zentralen Bedeutung Ahrimans als dem Repräsentanten des Bösen entsprechend führt Firdausi ihn bereits in der ersten Sage von Schahname über Gayomarth ein:

„Kein Feind lebt’ ihm auf der Erdenflur
Als heimlich ein arger Ahriman nur.“

Firdausi spricht ohne Umschweife den Grundkonflikt der iranischen Mythologie zwischen Gut und Böse an, vertreten durch den Schah und Ahriman. Ahrimans Sohn will den Sohn des Schahs, Sijamak, töten, um sich so der Herrschaft über die Welt zu bemächtigen:

„Schwarz war die Welt vor des Dewsohns Blick
Über des Schahs und Sijamak's Glück.
 ...
Des Schahsohns Leib warf er auf den Grund,
Und macht ihm mit Klauen die Weichen wund.
Vom grimmigen Feind war des Lebens beraubt
Sijamek, und das Volk ohne Haupt.“

Am Ende gelingt es Huschang, dem Sohn von Sijamak, den Vater zu rächen, den Sohn Ahrimans zu töten und sich Herrschaft und Thron in Iran zu sichern:

„Die Hand schwang wie ein Löw Hoscheng,
Die Welt macht' er dem Dewen eng.
Er zog ihm von Kopf zu Fuß in den Riem,
Abschnitt er das Haupt ohn' gleichen ihm;
Warf ihn zu Boden und trat in kraus,
Sein Fell war zerrissen, mit ihm war's aus.“

Nach dieser Niederlage Ahrimans verschwindet das Böse allerdings nicht aus der Welt. Auch in den folgenden Sagen wird Ahriman seine niederträchtigen Pläne umzusetzen versuchen.

## Rezeption

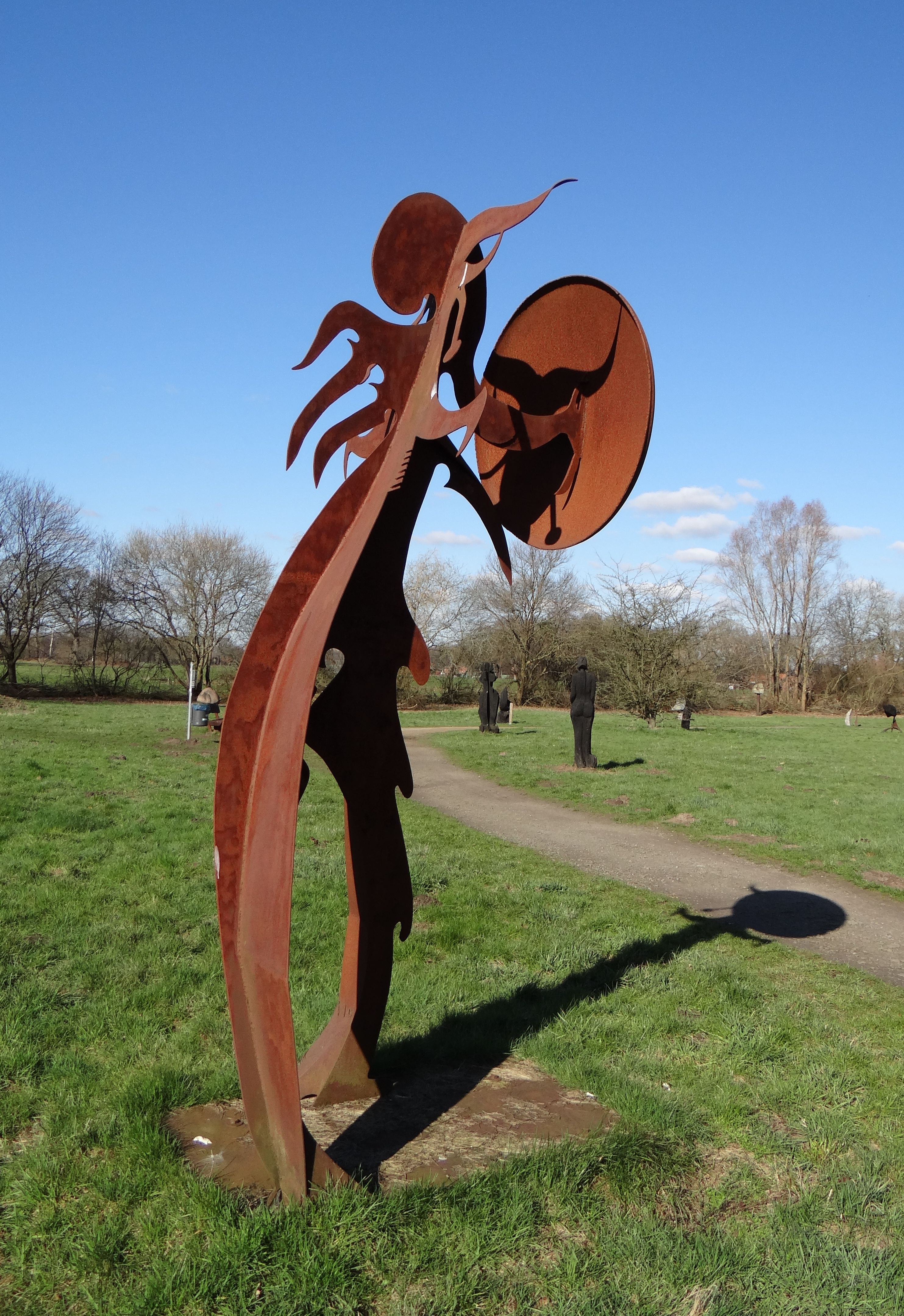
Ahriman im Skulpturenufer

- In Byrons dramatischem Gedicht Manfred tritt Ahriman als Fürst der Dämonen und Geister auf.
- Der Blick des Ahriman ist ein Werk von Paul Klee aus dem Jahr 1920.
- Ahriman bildet einen Topos in Karl Mays Alterswerk Im Reiche des silbernen Löwen.
- In der Hörspiel-Trilogie The Undead Life versucht Ahriman, die Welt zu vernichten.
- Im Action-Adventure Prince of Persia (2008) für PC, PlayStation 3, Xbox 360 kämpft der Titelheld zusammen mit seiner Begleiterin Elika und der Hilfe von Ormazd, wie Ahura Mazda hier genannt wird, gegen die Schergen von Ahriman, um dessen Ausbruch aus dem Gefängnis, das Ormazd erschaffen hat, zu verhindern.
- Ahriman ist eine Figur im Tabletop-Spiel Warhammer 40.000, der dem Chaos angehört.
- Ahriman tritt als „Gott der Stille“ in den Shin-Megami-Tensei-Games Nocturne und Lucifers Call auf.
- Ahriman tritt ebenfalls als Monster in den Square-Enix-Games der Serie Final Fantasy auf.
- Ahriman tritt als böse Figur (Soldat der Dunkelheit) im Film Gabriel – Die Rache ist mein (2007) über den Erzengel Gabriel auf.